# Orden der Krone König Zvonimirs

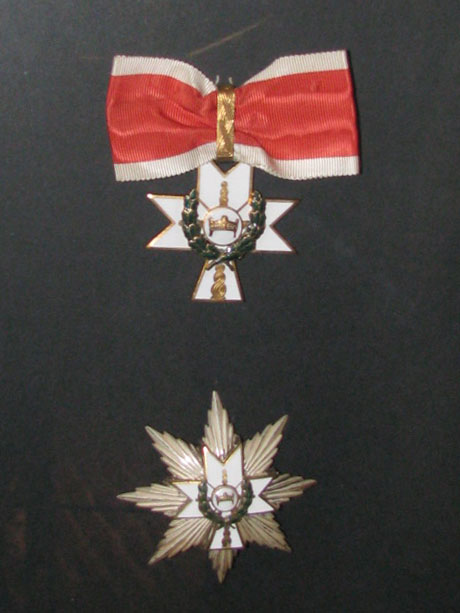
Orden der Krone König Zvonimirs
I. Klasse mit Stern

Der Orden der Krone König Zvonimirs (kroatisch Red krune kralja Zvonimira) war eine staatliche Auszeichnung des Unabhängigen Staates Kroatien (NDH). Der Verdienstorden wurde am 17. Mai 1941 durch den Staatsführer Ante Pavelić zur Erinnerung an Dmitar Zvonimir als Zivil- und Militärorden gestiftet. Eine Verleihung an Ausländer war möglich, solange die Verleihungskriterien erfüllt wurden.

## Klassen
Der Orden besteht aus fünf Klassen sowie einer angeschlossenen Medaille in drei Stufen (Gold – vergoldet, Silber und Bronze) und konnte bei außergewöhnlichen Verdiensten auch mit Eichenlaub verliehen werden.
- Großkreuz
- I. Klasse mit Stern
- I. Klasse
- II. Klasse
- III. Klasse

## Ordensdekoration
Das Ordenszeichen ist ein Bronze vergoldetes weiß emailliertes goldgerändertes Kroatisches Dreiblatt. Auf den Kreuzarmen sind senkrecht bzw. waagerecht gewundene Ornamente zu sehen. Im Medaillon ist eine goldene Krone abgebildet.
Erfolgte eine Verleihung für Militärverdienste, so sind unter dem Medaillon zwei gekreuzte Schwerter angebracht. Bei Verleihung mit Eichenlaub war das Medaillon von einem nach oben offenen grün emaillierten Eichenkranz umschlossen.
Auf der Rückseite des Ordenszeichens findet sich auf den waagerechten Kreuzarmen die Inschrift BOG I HRVATI (Gott und Kroatien). Im oberen Kreuzarm die Jahreszahl 1076 (Krönungsjahr von Zvonimir) und im unteren 1941 (Gründung des Unabhängigen Staates Kroatien).

## Medaille

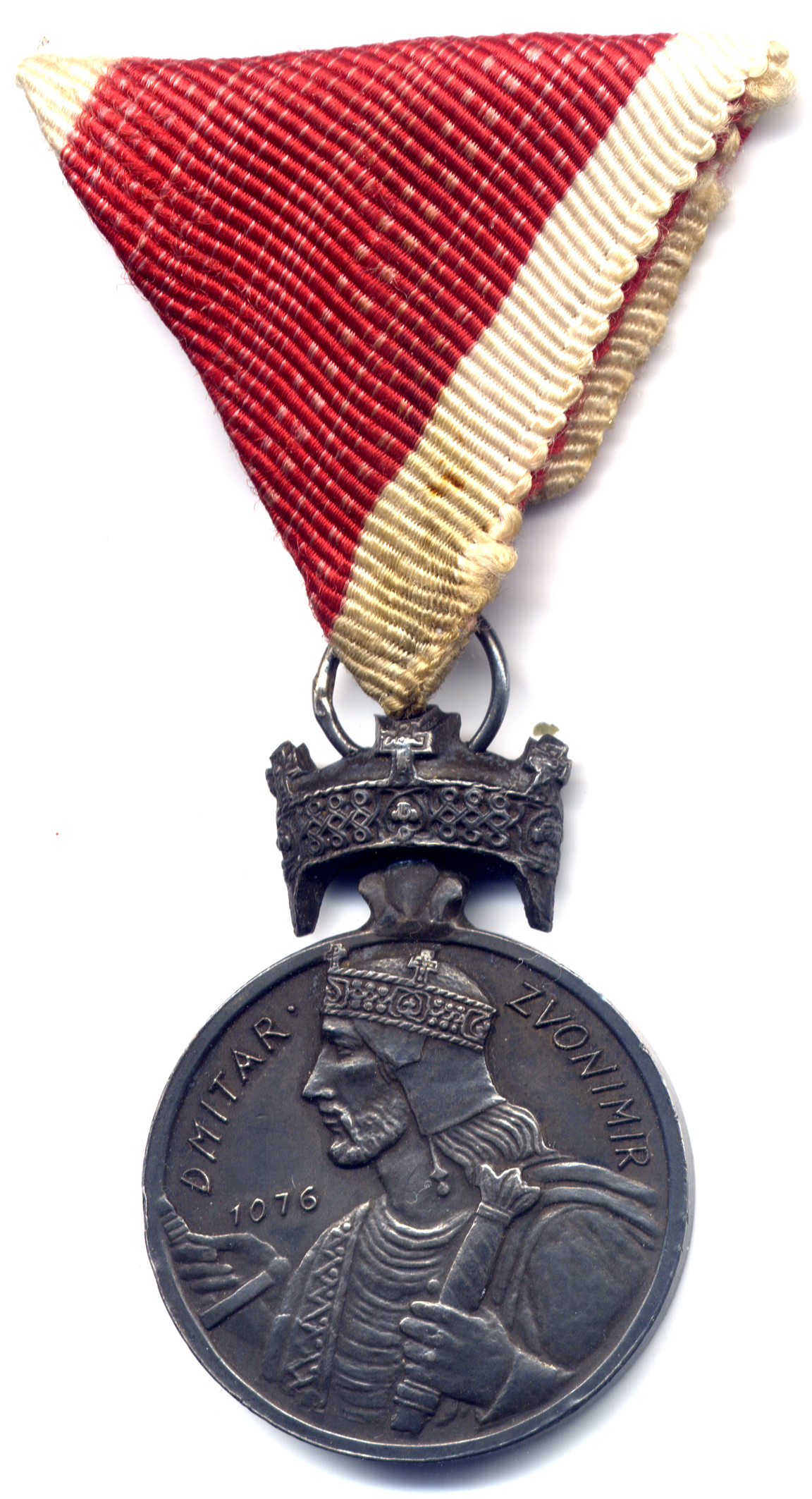
Medaille der Krone König Zvonimirs

Die runde Medaille, die an einer Krone hängt, zeigt das nach links blickende Abbild von Dmitar Zvonimir in seinem Königsornat mit der entsprechenden Umschrift. Rückseitig das von einem Lorbeerkranz umschlossene Staatswappen.
Bei Verleihung mit Eichenlaub waren diese als kleiner Kranz auf dem Dreiecksband angebracht.

## Trageweise
Das Großkreuz wurde an einer Schärpe von der rechten Schulter zur linken Hüfte sowie mit einem silbernen achtstrahligen Bruststern, auf dem das Ordenszeichen aufliegt, getragen. Die I. Klasse wurde als Halsorden, die II. Klasse als Steckkreuz sowie die III. Klasse und die Medaille an einem Dreiecksband auf der linken Brustseite getragen.
Das Ordensband ist rot mit breiten weißen Randstreifen.

## Träger
- Kurt Waldheim, Offizier der Wehrmacht, österreichischer Diplomat und parteiloser Politiker[1]
- Kurt-Peter Müller
- Hans Baur
- Wolfram Bruckner
- Kornél Oszlányi

## Sonstiges
Den Inhabern des Großkreuzes und der I. Klasse stand das Recht zu, den Titel Vitez (Ritter) im Namen zu führen.